# Naundorf (Gößnitz)
Naundorf ist ein Ortsteil der Stadt Gößnitz im Landkreis Altenburger Land  in Thüringen.

## Lage
Der Ortsteil liegt östlich von Gößnitz sowie im auslaufenden Zeitzer-Altenburger-Lösshügelland im Übergang zum Erzgebirgsvorland. Verkehrsmäßig ist die Gemeinde mit zwei Landesstraßen und der Bundesstraße 93 gut angebunden. In Gößnitz besteht Bahnanschluss. Südlich des Orts befindet sich die Landesgrenze zu Sachsen.

## Geschichte
Im Juli 1256 wurde der Ort erstmals urkundlich genannt. Naundorf gehörte zum wettinischen Amt Altenburg, welches ab dem 16. Jahrhundert aufgrund mehrerer Teilungen im Lauf seines Bestehens unter der Hoheit folgender Ernestinischer Herzogtümer stand: Herzogtum Sachsen (1554 bis 1572), Herzogtum Sachsen-Weimar (1572 bis 1603), Herzogtum Sachsen-Altenburg (1603 bis 1672), Herzogtum Sachsen-Gotha-Altenburg (1672 bis 1826). Bei der Neuordnung der Ernestinischen Herzogtümer im Jahr 1826 kam der Ort wiederum zum Herzogtum Sachsen-Altenburg.
Nach der Verwaltungsreform im Herzogtum gehörte Naundorf bezüglich der Verwaltung zum Ostkreis (bis 1900) bzw. zum Landratsamt Ronneburg (ab 1900). Das Dorf gehörte ab 1918 zum Freistaat Sachsen-Altenburg, der 1920 im Land Thüringen aufging. 1922 kam es zum Landkreis Altenburg.
Am 1. Juli 1950 wurde Naundorf nach Pfarrsdorf eingemeindet, mit dem es am 1. November 1973 zur Stadt Gößnitz kam. Bei der zweiten Kreisreform in der DDR wurden 1952 die bestehenden Länder aufgelöst und die Landkreise neu zugeschnitten. Somit kam Naundorf als Ortsteil von Pfarrsdorf bzw. später von Gößnitz mit dem Kreis Schmölln an den Bezirk Leipzig, der seit 1990 als Landkreis Schmölln zu Thüringen gehörte und bei der thüringischen Kreisreform 1994 im Landkreis Altenburger Land aufging. 2012 wohnten 110 Personen im Ortsteil.

## Kirche
Dorfkirche Naundorf